# Concert SOS Racisme (1985)
Le 15 juin 1985 s'est tenu, à l'initiative de SOS Racisme,, un grand concert Place de la Concorde à Paris, qualifié de « festival musical multiracial ». La manifestation est parfois appelée Fête des potes ou Concert des potes.

## Déroulement
Cette fête est la première organisée par le mouvement, quelques mois après sa création, autour de son slogan Touche pas à mon pote. L'organisation est confiée à Jérôme Savary et Album Production. L'animation est assurée par Guy Bedos, Coluche et Michel Boujenah. 
De nombreux artistes se succèdent sur la scène durant une douzaine d'heures, parmi lesquels Téléphone, Indochine, Francis Cabrel et Steel Pulse.
Harlem Désir prononce un discours d'introduction. De nombreuses personnalités, membres de SOS Racisme ou simples sympathisants, sont présentes dans les coulisses ou dans le public, notamment Julien Dray, Marek Halter, Bernard Henri Levy, Jack Lang, Miou-Miou, Guy Béart, Smaïn, Souad Amidou et Herbie Hancock.
Selon les sources, entre 200 000 et 500 000 personnes assistent au concert, qui se termine à 5 heures du matin. L'évènement est financé par des subventions publiques (dont le Ministère de la Culture), des sponsors publics et privés, et les droits de retransmission télévisée versés par TF1 qui retransmet en partie la manifestation.

## Artistes
Liste des chanteurs et groupes ayant participé, et de quelques titres interprétés :
- Yvan Dautin
- Nass El Ghiwane
- Castelhemis
- Djurjura
- Fine Young Cannibals
- Francis Cabrel - Saïd et Mohamed, L'Encre de tes yeux
- Indochine - Kao Bang, Monte Christo, Indochine (Les 7 jours de Pékin), Hors-la-loi, Dizzidence politik
- Working Week - Inner City Blues
- Carte de Séjour - Douce France, Rhorhomanie, Bleu de Marseille
- Jean-Luc Lahaye
- Murray Head - Boy on the Bridge[10]
- Téléphone - Au cœur de la nuit, Un peu de ton amour , La Bombe humaine, Cendrillon, Dure Limite, New York avec toi, Electric Cité, Argent trop cher, Ça (c'est vraiment toi), Un Autre Monde
- Charlélie Couture et Tom Novembre - Le Menteur de métier, Gare aux nougats, Oublier
- Steel Pulse - Soldiers, Blues Dance Raid, Roller Skates
- Orchestral Manoeuvres in the Dark
- Caravane Jericho
- Malavoi
- Bernard Lavilliers
- Alain Bashung - Touche pas à mon pote
- Les Rita Mitsouko
- Sirocco
- Karim Kacel
- Jean-Jacques Goldman
- Joe « King » Carrasco[10]
- Gilberto Gil -  Touche pas à mon pote (écrit pour l'occasion)

## Ensuite
D'autres événements suivront celui-ci. Un meeting est organisé le 7 décembre 1985 au Bourget (avec Daniel Balavoine et Kim Wilde). La Fête de SOS Racisme se tient à Vincennes le 18 juin 1988 - en duplex avec Dakar et New York, pour lutter contre l'apartheid en Afrique du Sud. Le 9 juin 1990, l'association organise le Trans Europ Concert simultanément à Paris, Prague et Moscou (avec Vaclav Havel, Francis Cabrel, Louis Chedid, Jean-Louis Aubert, les Négresses Vertes, Boy George…),. Le 14 juin 2011, SOS Racisme organise un concert pour l'égalité devant 800 000 personnes au Champ de Mars.

## Document
- Film documentaire Vive la Concorde réalisé par Alain Périsson (durée 1h) : https://www.dailymotion.com/video/x2u6oda